# Соснівська селищна територіальна громада
Соснівська селищна громада — територіальна громада в Україні, в Рівненському районі Рівненської области. Адміністративний центр — селище Соснове.
Площа громади — 319,5 км², населення — 5440 осіб.

## Населені пункти
У складі громади 1 селище (Соснове) і 11 сіл:
- Адамівка
- Більчаки
- Великі Селища
- Вілля
- Глибочок
- Губків
- Іванівка
- Маринин
- Мочулянка
- Совпа
- Хмелівка